# Елена (филе)
Вижте пояснителната страница за други значения на Елена.
Филе „Елена“ представлява изсушено свинско филе, характерно за района на град Елена. В Елена филето е известно и само като „рибица“. Вкусът и технологията на приготвяне са подобни на тези на Еленски бут, но и в същото време са различни.

## Технология
Технологията на приготвяне е проста. След отделянето на филето или така наречената „рибица“ се оформят краищата на рибиците и се поставят в постав заедно с бутовете, сланината и другото месо за осоляване. Стоят така от два до седем дни и след това се изваждат. Измиват се, изстъргват се ако на някои места има останали съединителни ципи и се поставят да съхнат на проветриво място. Оттук започва да върши своята работа чистият въздух в Еленския балкан. В зависимост от желанията и вкуса на стопаните е възможно рибиците да се овалят в чубрица или в смес от чубрица и черен пипер, а понякога и в чубрица, черен и червен пипер.
След няколко седмици сушене филето е готово за консумация. Някои го предпочитат по-изсушено, а други – не толкова.